# Suñawa-Monolith
Der Suñawa-Monolith ist ein Monolith der Tiwanaku-Kultur und steht in Tiwanacu, Bolivien. Er befindet sich im Besitz der Familie Suñagua.

## Basisdaten
Der Suñawa-Monolith ist ein 3,2 m großer Monolith (genauer Stele) der Tiwanaku-Kultur. Er besteht aus Andesit und ist dem Tiwanaku-Monolithengenre „Monolith mit ausgestreckten Armen“ zuzuordnen.

## Geschichte
Während einer Periode größerer Verwaltungsreformen der spanischen Kolonialisten im Jahr (oder nach) 1572 wurden die bedeutendsten Stelen der Ruinenstätte und der angrenzenden Stadt (darunter der Ponce-Monolith) während einer feierlichen Prozession markiert und anschließend begraben. Dies lässt sich daraus schließen, dass sowohl der Ponce- als auch der Suñawa-Monolith Markierungen aufweisen: In den rechten Oberarm des Ponce-Monolithen wurde von den Spaniern ein Kreuz im „Cruz del Carmen“-Stil eingeritzt, bei dem das untere Segment der Form eines Zirkels ähnelt. Ebenso wurde in den Körper des Suñawa-Monolithen die Inschrift „EL PRIMERO ENERO AÑO 1572“ („der erste Januar 1572“) eingeritzt. Die Stelen wurden anschließend von den Kolonialisten vergraben, möglicherweise um ihnen ein (aus ihrer Sicht) angemessenes „christliches Begräbnis“ zu ermöglichen.
Nachdem das Haus der Familie Suñagua durch ein Erdbeben Schäden nahm, wurde der Suñawa-Monolith bei Reparatur- und Grabungsarbeiten im Jahr 1947 schließlich wiederentdeckt.